# Alessandro Pauli
Alessandro Pauli (1582 – 23 de Julho de 1645) foi um prelado católico romano que serviu como bispo de Vico Equense de 1643 a 1645.

## Biografia
Luigi Riccio nasceu em Anagni, Itália, em 1582. No dia 23 de Fevereiro de 1643, foi nomeado durante o papado de Urbano VIII como Bispo de Vico Equense. A 22 de Março de 1643, foi consagrado bispo por Bernardino Spada, Cardeal-Sacerdote de San Pietro in Vincoli com Lelio Falconieri, Arcebispo Titular de Tebas, e Alfonso Sacrati, Bispo Emérito de Comacchio, servindo como co-consagradores. Serviu como Bispo de Vico Equense até à sua morte a 23 de Julho de 1645.